# Johannes Franziskus Klomp

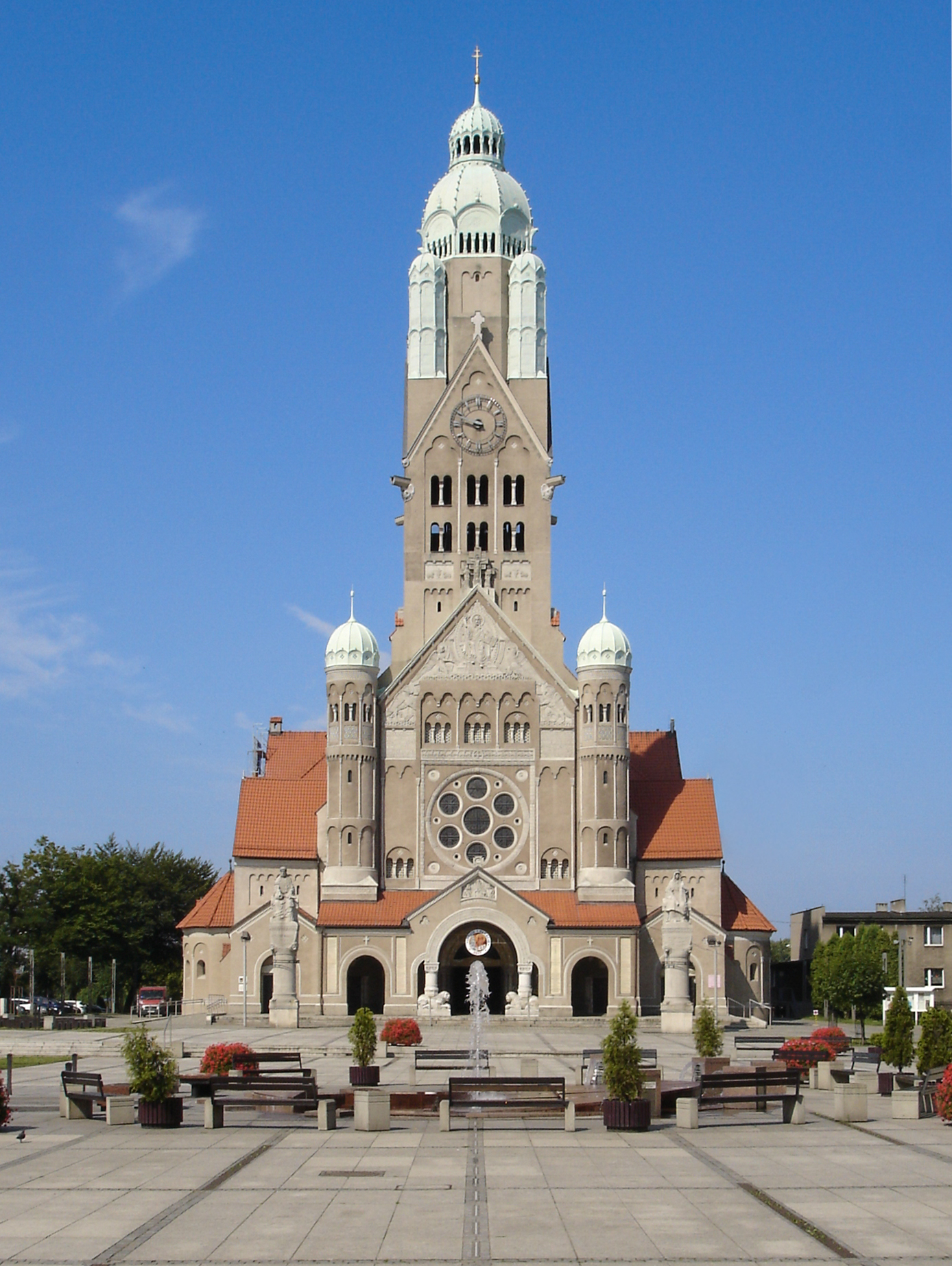
Ruda Śląska-Nowy Bytom, kościół św. Pawła

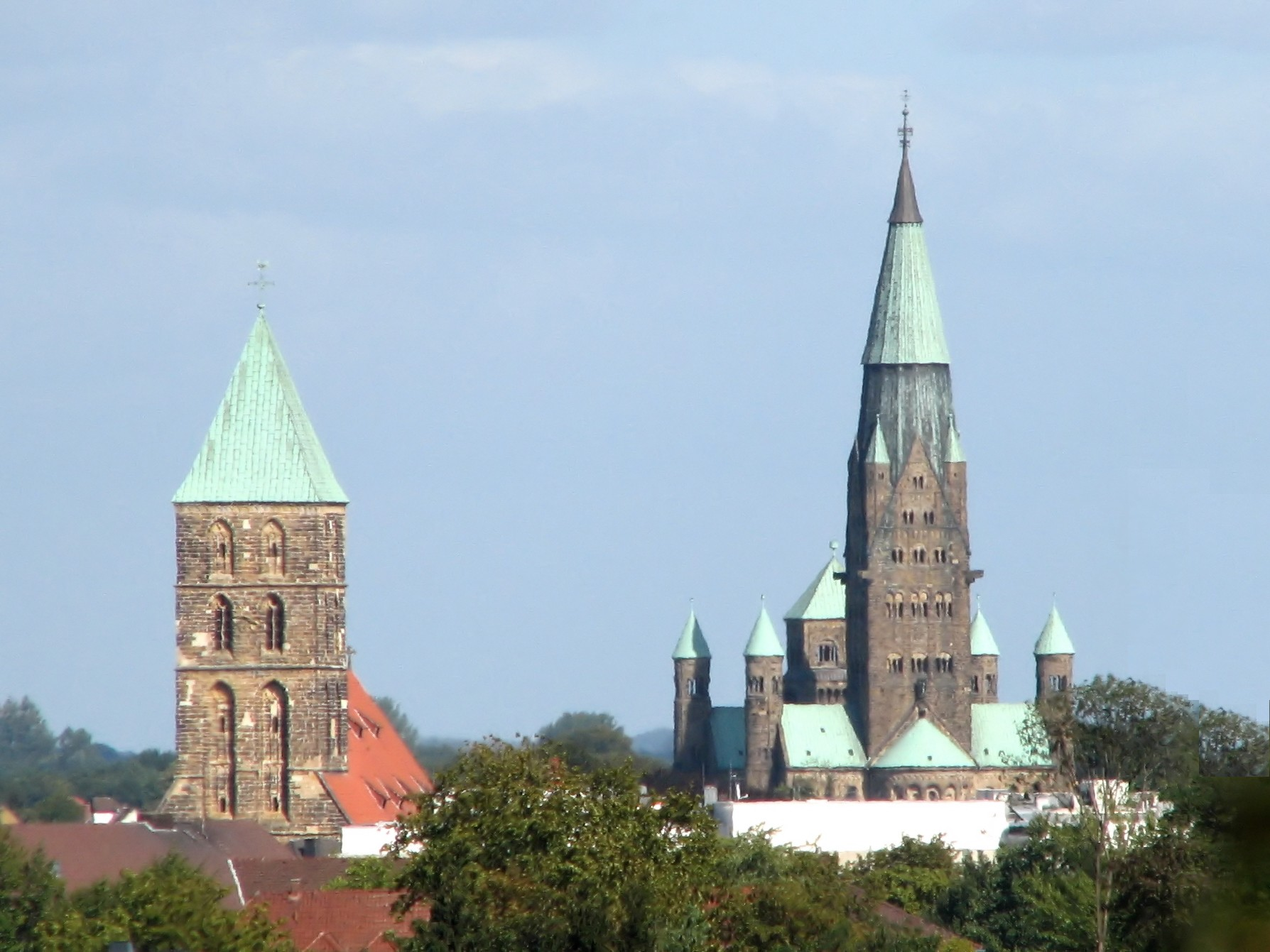
Widok na Rheine. Po prawej Bazylika św. Antoniego Padewskiego

Johannes Franziskus Klomp (ur. 7 lutego 1865 w Hadze w Holandii, zm. 14 lutego 1946 w Kamp-Bornhofen w nadreńskim powiecie Rhein-Lahn-Kreis) – niemiecki architekt pochodzenia holenderskiego. Znany przede wszystkim jako twórca architektury sakralnej w stylach historyzmu.

## Życiorys
Klomp studiował w Wyższej Szkole Technicznej w Hanowerze (niem. Technische Hochschule, obecnie Gottfried-Wilhelm-Leibniz-Universität). Jego głównymi nauczycielami byli architekci neogotyku Conrad Wilhelm Hase i Hubert Stier. Uczelnię ukończył w 1887. W ramach pracy dyplomowej wykonał cykl projektów kościoła Najświętszego Serca Pana Jezusa w Herne (Zagłębie Ruhry). W 1900 po zaprojektowaniu kościoła św. Elżbiety w Bochum-Gerthe otrzymał tytuł inżyniera dyplomowanego. W tym czasie odbył też podróż naukowo-artystyczną do Włoch. Współpracował z architektem neogotyku Christophem Hehlem.
Od 1899 mieszkał w westfalskim Dortmundzie. Oprócz głównego biura w Dortmundzie, Klomp posiadał dwa na Górnym Śląsku: w Bytomiu i Katowicach. Preferował style historyzmu, przede wszystkim używał form charakterystycznych dla architektury bizantyjskiej, romańskiej (w tym ottońskiej) i gotyckiej. Rzadziej stosował formy neobarokowe. Działał na terenie rodzimych Niderlandów (głównie na terenie Belgii i Luksemburga), Niemiec (Nadrenia, Westfalia) i Górnego Śląska. Budował kościoły katolickie, ponadto klasztory i domy parafialne głównie w miejscowościach niedawno zurbanizowanych wskutek industrializacji Niemiec i innych krajów europejskich w XIX w.
Johannes Franziskus Klomp pozostawił po sobie bogatą spuściznę, zachowaną w archiwach w Dortmundzie, Hanowerze i Berlinie. W skład jej wchodzi ponad 4000 projektów i rysunków architektonicznych, ponadto publikacja Altchristliche und romanische Baukunst, opracowana w latach akademickich 1884/85 i 1885/86 w hanowerskiej Technische Hochschule.

## Dzieła

### Niemcy
| Miejsce            | Lata budowy | Dzieło                                                   |
| ------------------ | ----------- | -------------------------------------------------------- |
| Altena             | 1896–1899   | Kościół parafialny św. Macieja                           |
| Ankum              | 1896–1900   | Kościół parafialny św. Mikołaja                          |
| Attendorn          | 1904–1906   | Collegium Bernardinum                                    |
| Castrop-Rauxel     | 1906–1907   | Wieża kościoła Najświętszego Serca Jezusowego            |
| Bochum-Gerthe      | 1912–1913   | Kościół parafialny św. Elżbiety                          |
| Dortmund           | 1897–1898   | Kościół św. Trójcy i dom parafialny                      |
| Dortmund           | 1901–1903   | Kościół franciszkanów pw. św. Franciszka i św. Antoniego |
| Dortmund           | 1908        | Rozbudowa kościoła prepozytorów                          |
| Essen              | 1902–1910   | Klasztor franciszkanów z kościołem św. Krzyża            |
| Berge-Grafeld      | 1897–1899   | Kościół Najświętszego Serca Pana Jezusa                  |
| Hamm               | 1907–1910   | Rozbudowa kościoła parafialnego św. Józefa               |
| Heggen             | 1900–1901   | Kościół parafialny św. Antoniego Pustelnika              |
| Herne              | 1904–1906   | Kościół Najświętszego Serca Pana Jezusa                  |
| Herne-Baukau       | 1907–1908   | Rozbudowa kościoła parafialnego NMP                      |
| Kamen-Heeren-Werve | 1907–1913   | Kościół Najświętszego Serca Pana Jezusa i wikarówka      |
| Lenhausen          | 1898–1899   | Kościół parafialny św. Anny                              |
| Lünen              | 1901–1904   | Kościół parafialny św. Rodziny                           |
| Lüdenscheid        | 1904        | Rozbudowa kościoła parafialnego św. Józefa i Medarda     |
| Niederdielfen      | 1901–1903   | Kościół Najświętszego Serca Pana Jezusa                  |
| Olpe               |             | Kościół parafialny św. Marcina                           |
| Rheine             | 1899–1905   | Kościół parafialny św. Antoniego Padewskiego             |
| Rheine             | 1906–1907   | Rozbudowa szpitala katolickiego                          |
| Rudersdorf         |             | Kościół parafialny św. Wawrzyńca                         |
| Siegen             | 1903–1905   | Kościół parafialny św. Michała                           |
| Wilnsdorf          | 1909–1910   | Kościół parafialny św. Wawrzyńca                         |

### Belgia
| Miejsce              | Lata budowy | Dzieło                                                             |
| -------------------- | ----------- | ------------------------------------------------------------------ |
| Burg-Reuland Thommen | 1908–1910   | Rozbudowa kościoła św. Remaklusa                                   |
| Lowanium             | 1906–1908   | Klasztor Najświętszego Serca Jezusowego                            |
| Bruksela             | 1908–1909   | Rozbudowa kaplicy konwentualnej przy kościele Sacré-Coeur de Jésus |

### Luksemburg
| Miejsce             | Lata budowy | Dzieło                                          |
| ------------------- | ----------- | ----------------------------------------------- |
| Clervaux            | 1908–1914   | Klasztor Benedyktynów pw. św. Maurycego i Maura |
| Clervaux            | 1909–1910   | Kościół św. Kosmy i Damiana                     |
| Cinqfontaines       | 1905–1909   | Klasztor Najświętszego Serca Jezusowego         |
| Luksemburg (miasto) | 1907        | Klasztor dominikanów                            |

### Polska
| Miejsce                | Lata budowy | Dzieło                        |
| ---------------------- | ----------- | ----------------------------- |
| Ruda Śląska-Nowy Bytom | 1911–1912   | Kościół św. Pawła             |
| Katowice-Dąbrówka Mała | 1911        | Kościół św. Antoniego z Padwy |

## Galeria

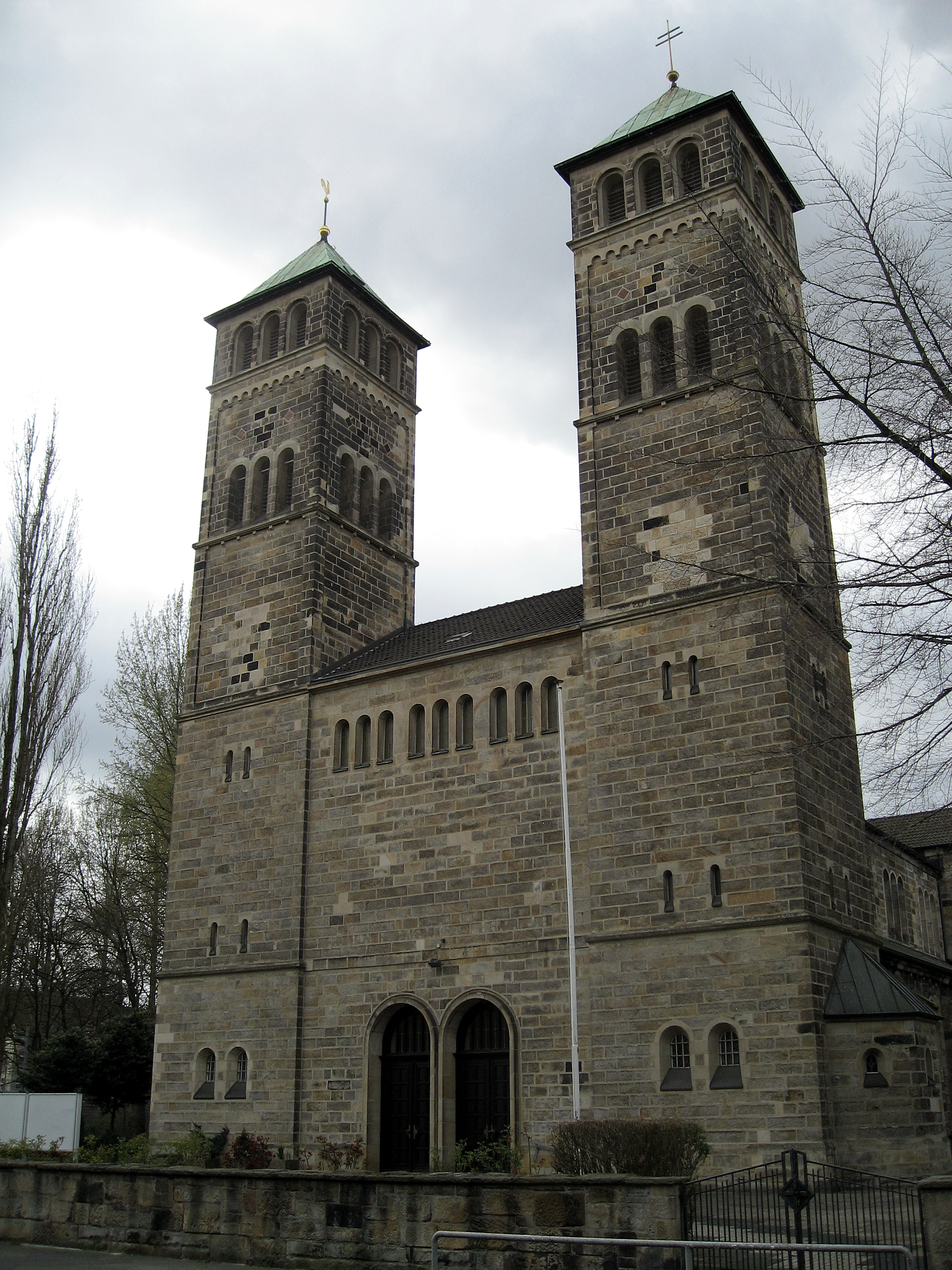
Dortmund, kościół św. Trójcy
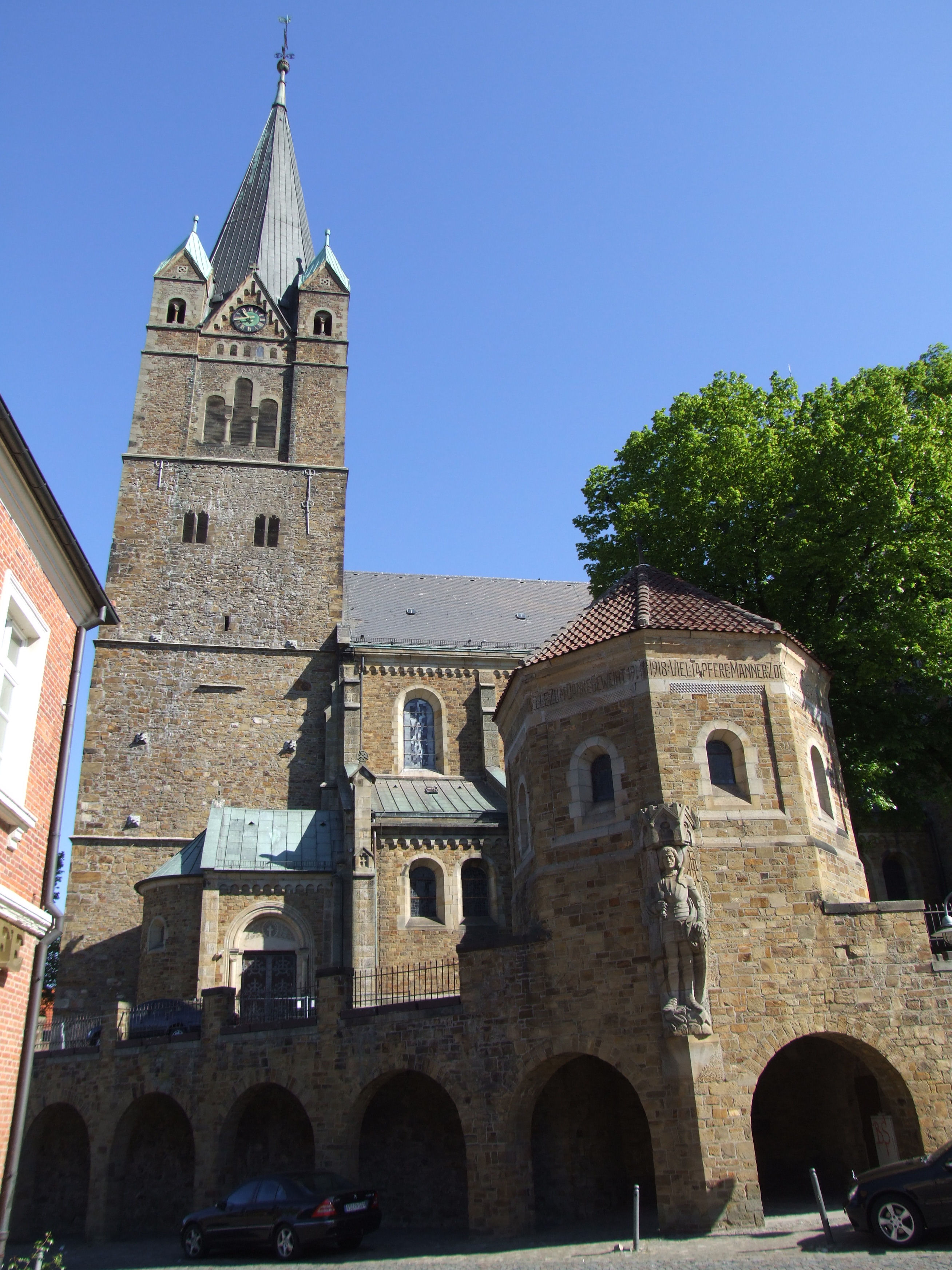
Ankum, kościół parafialny
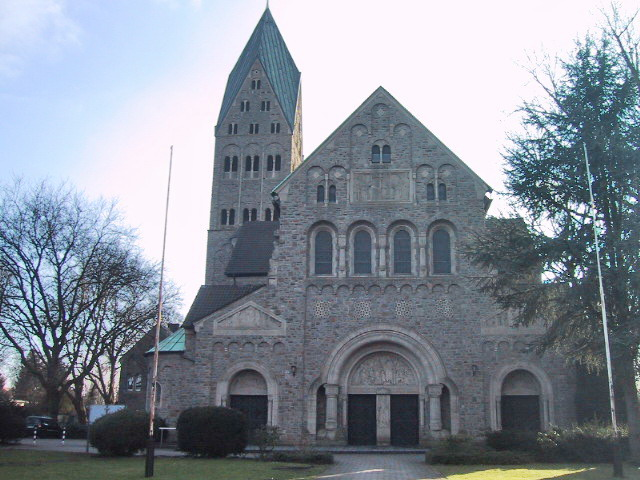
Bochum-Gerthe, kościół św. Elżbiety
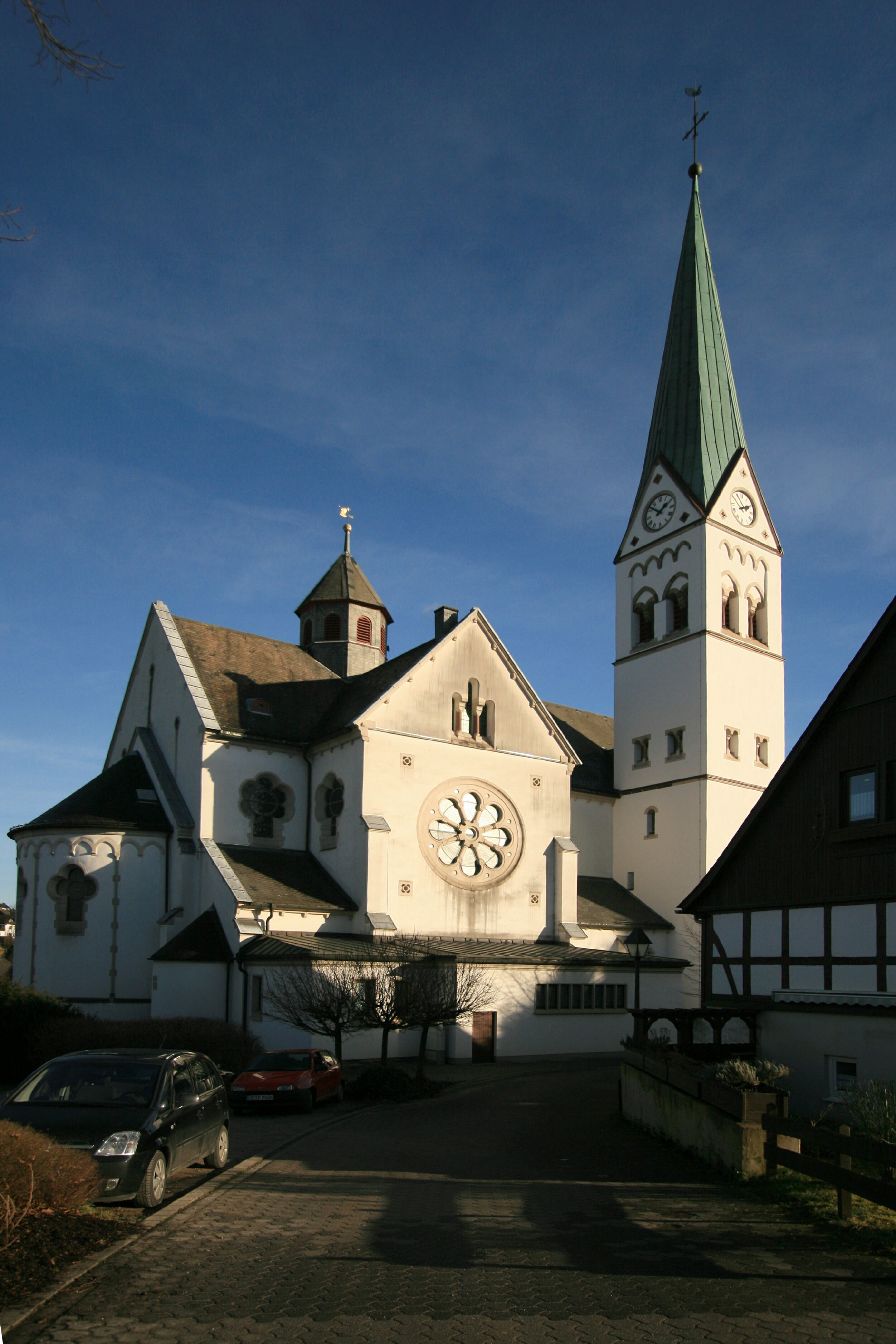
Heggen, kościół św. Antoniego Pustelnika
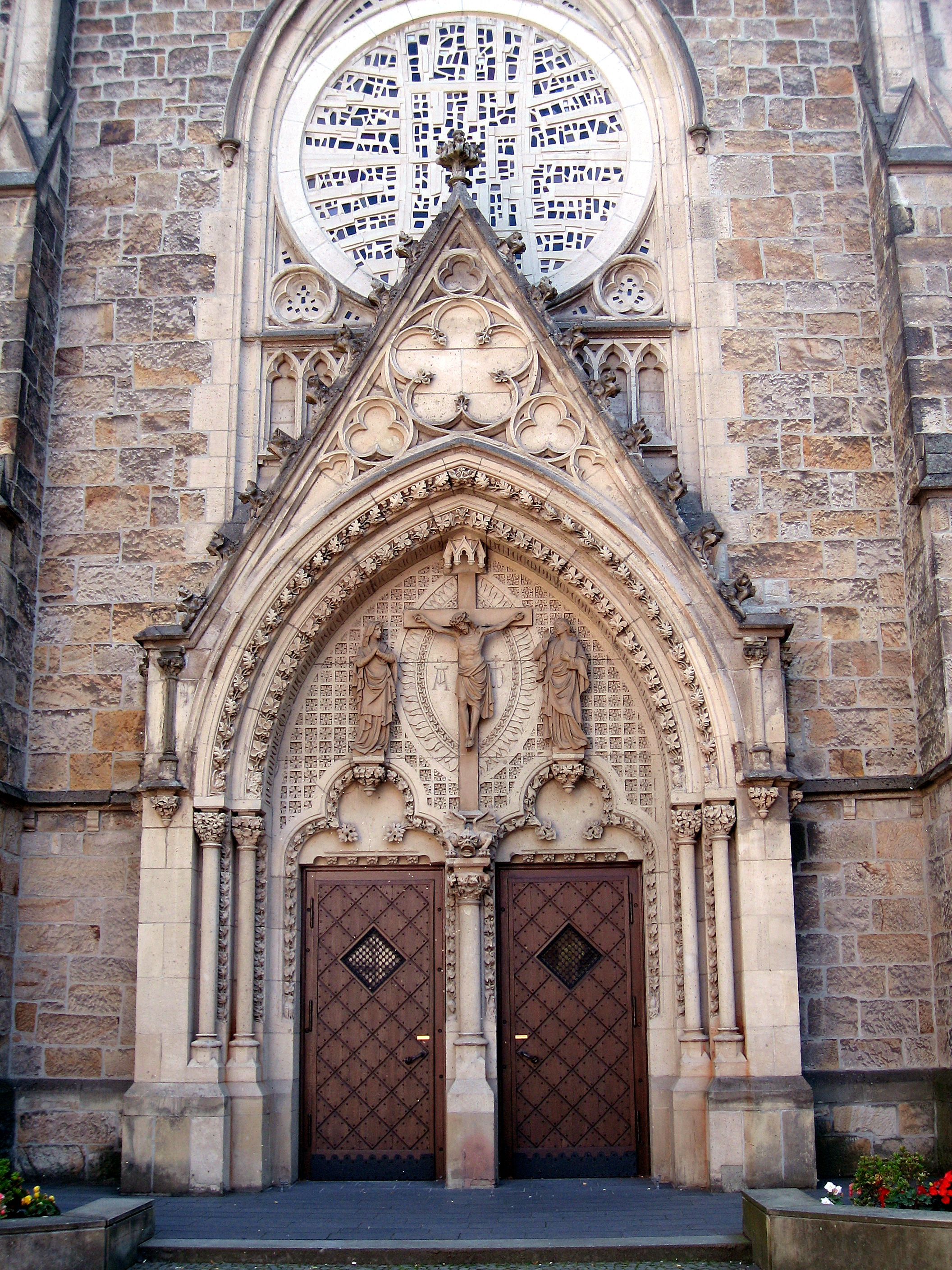
Dortmund, portal kościoła franciszkanów
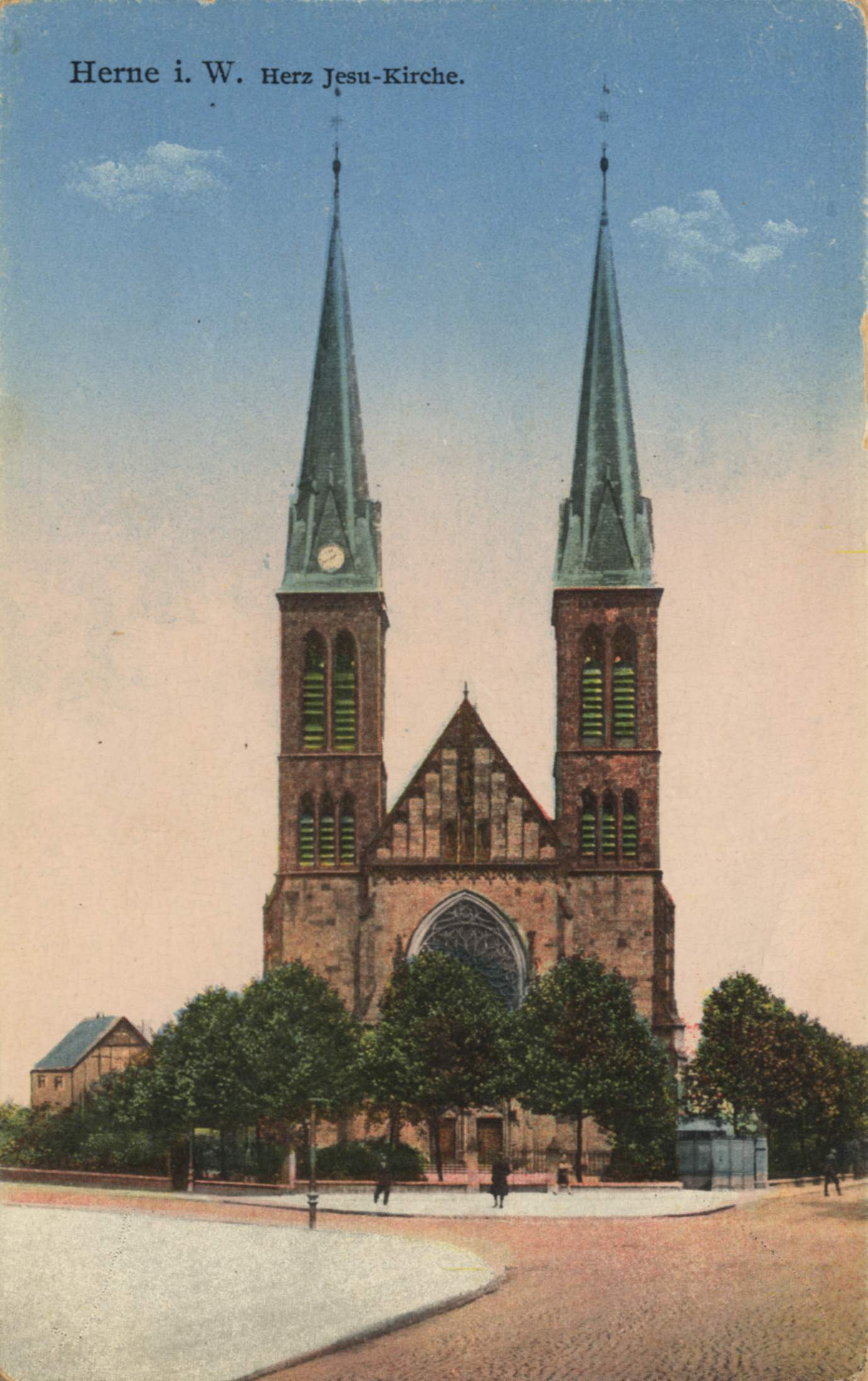
Herne, kościół Najświętszego Serca Jezusowego
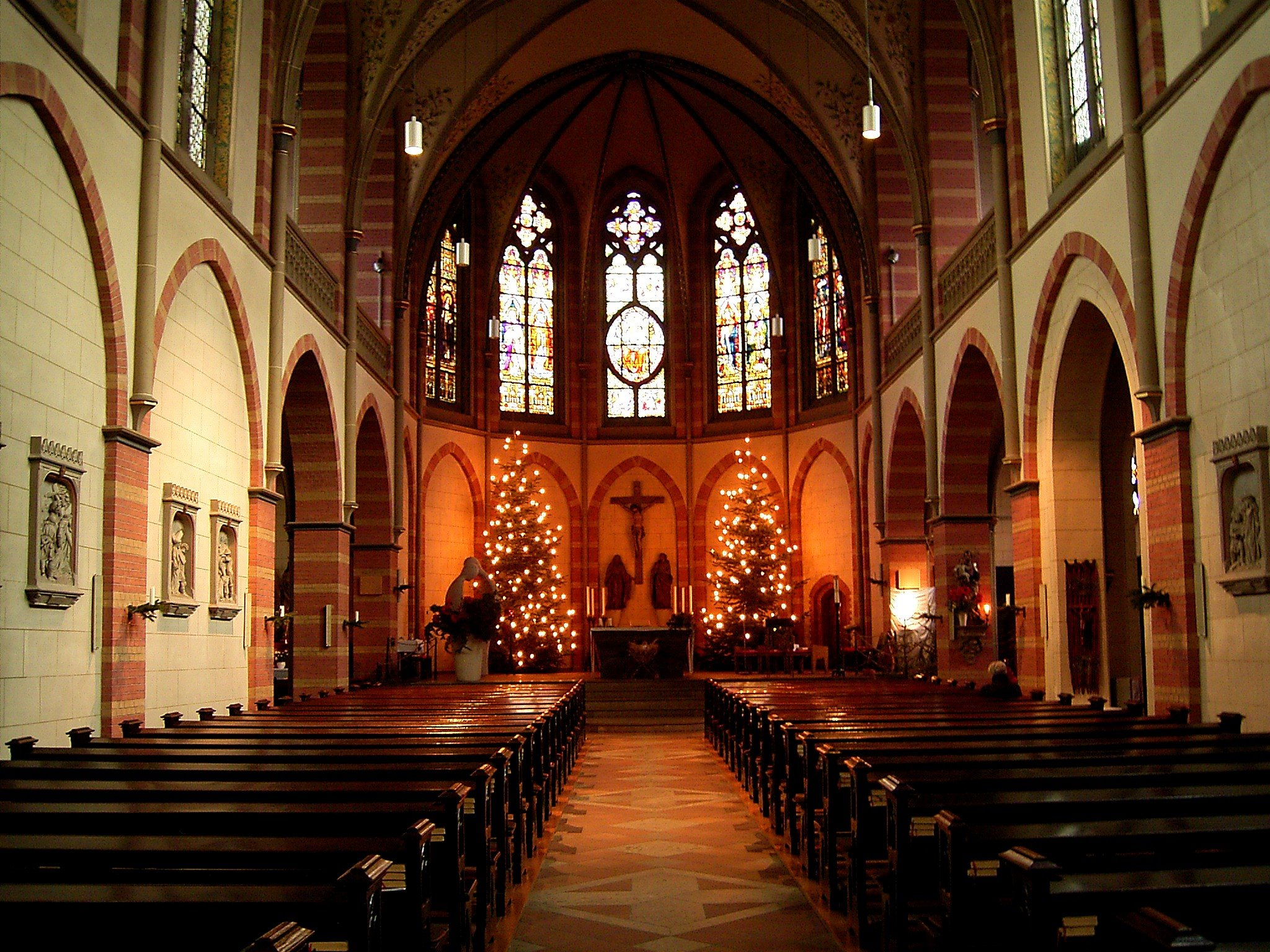
Lüdenscheid, kościół św. Józefa i Medarda
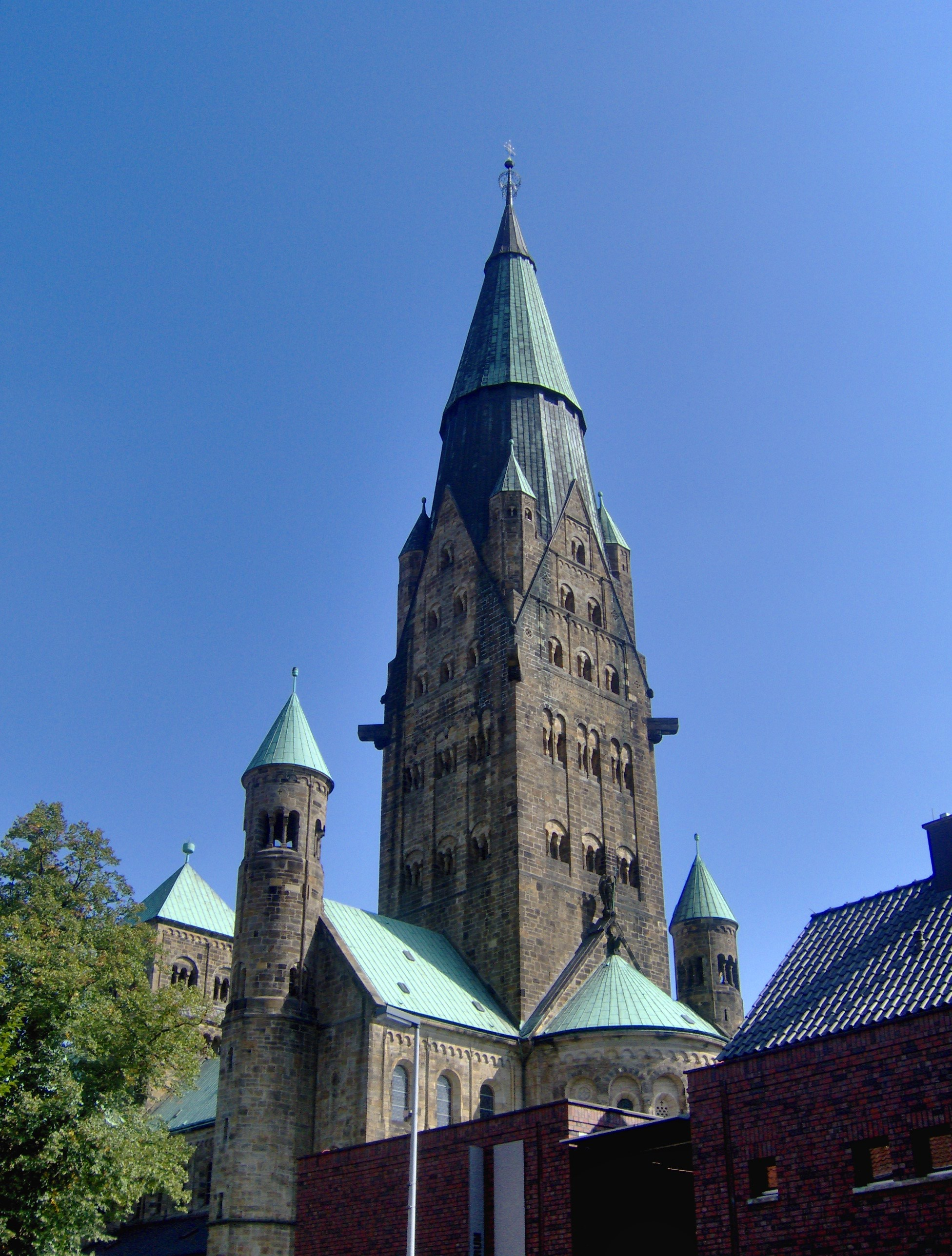
Rheine, bazylika św. Antoniego
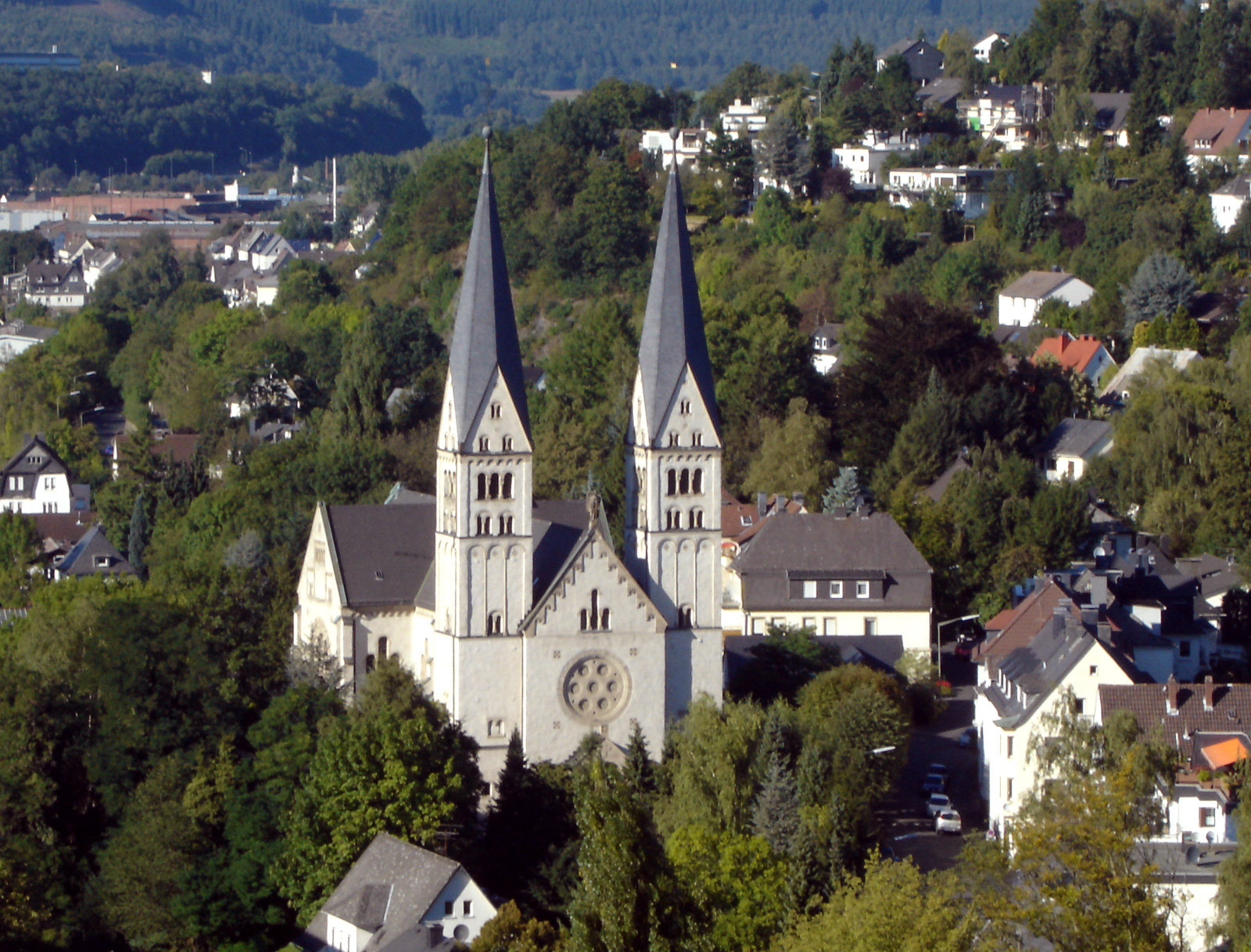
Siegen, kościół św. Michała
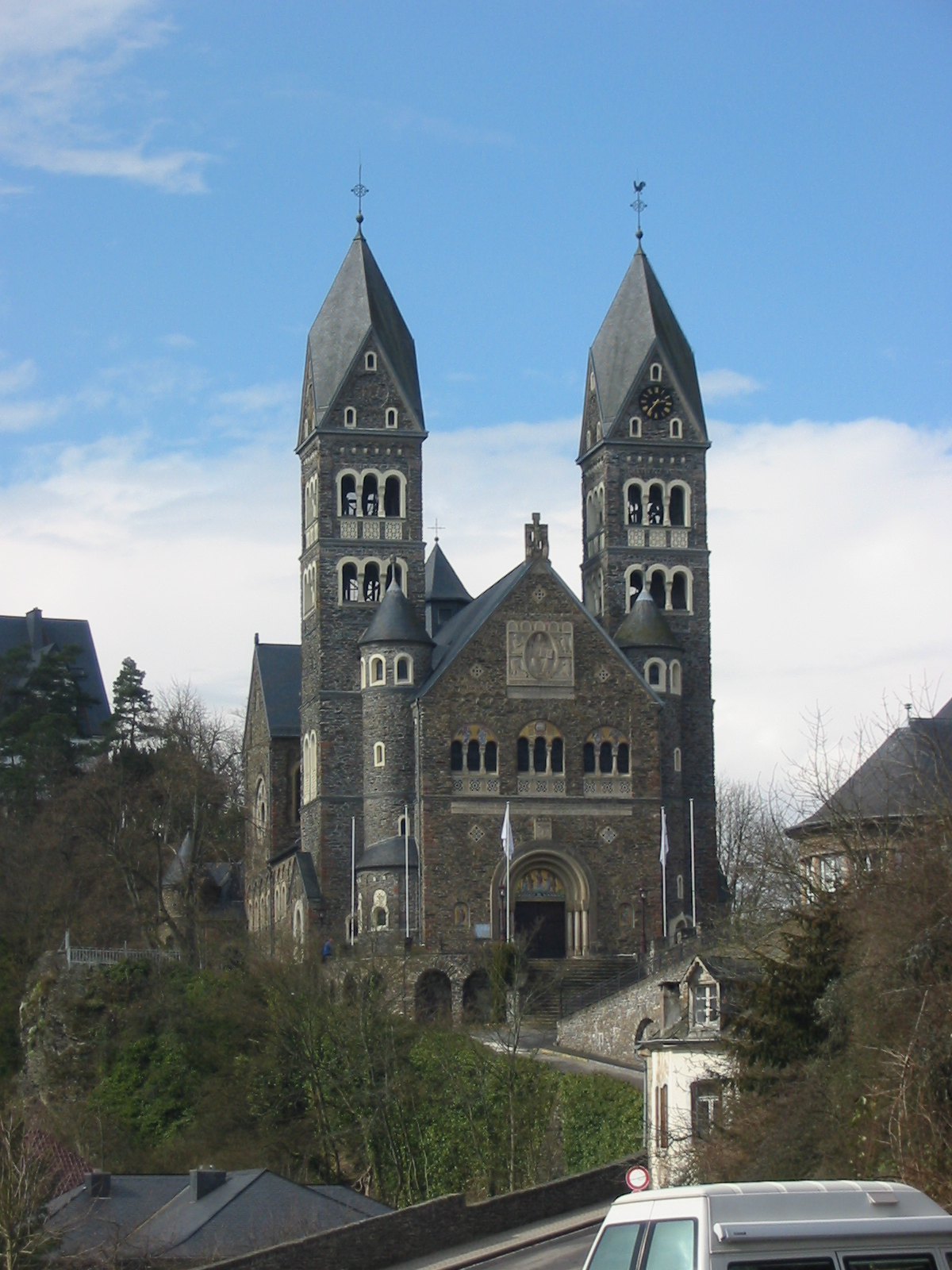
Clervaux, kościół parafialny
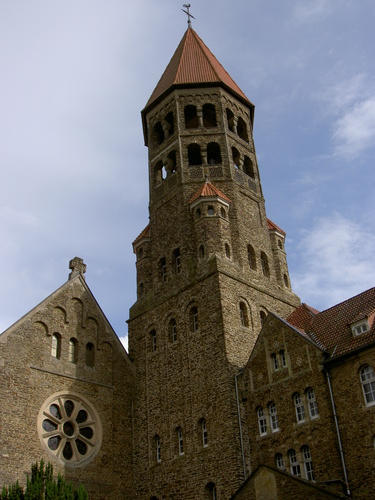
Clervaux, klasztor benedyktynów
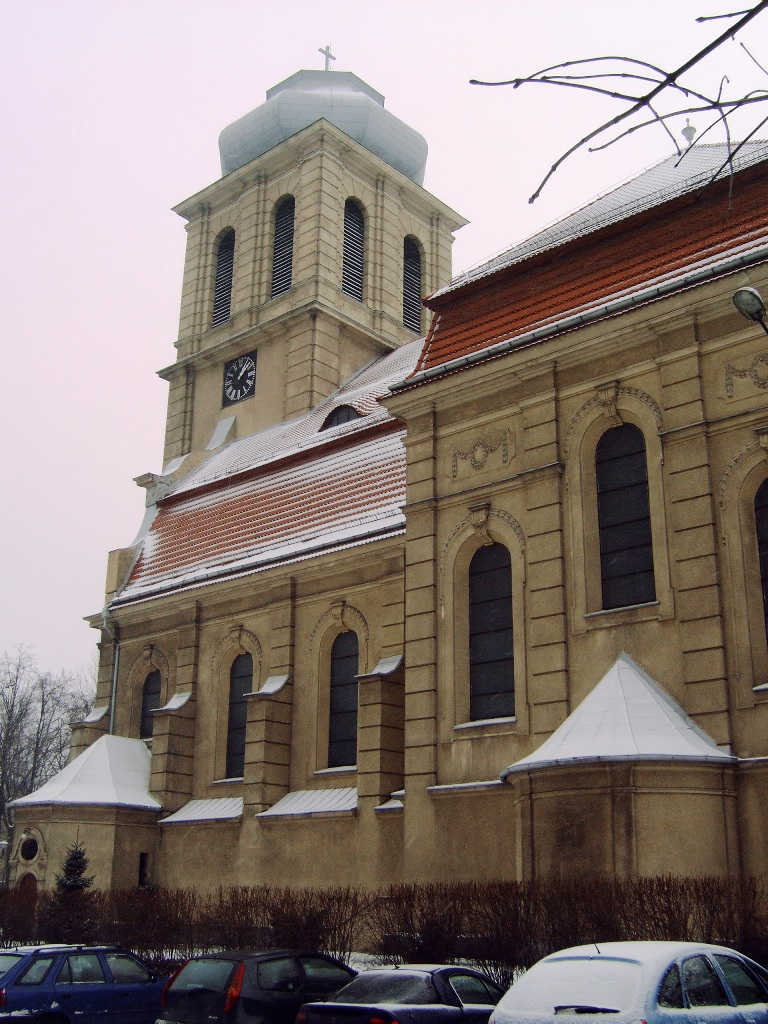
Katowice–Dąbrówka Mała, kościół św. Antoniego z Padwy